# Beifang Benchi V3
Beifang Benchi ND або BeiBen ND — сімейство важких вантажівок компанії Beifang Benchi, яка входить в корпорацію Norinco.

## Опис
У 2010 році слідом за представленим прототипом моделі H06, Beifang Benchi почав випуск нового покоління під назвою V3. Його вперше показали на автосалоні в Пекіні. BeiBen V3 став першою моделлю компанії, що отримала власну сучасну кабіну. Ряд інновацій підвищили вартість нової моделі в середньому на 12%, зате тут є 4-точкова підвіска кабіни, автоматизована коробка передач, електрика від Siemens і багато іншого. Завдяки сучасним двигунам і оптимізованій аеродинаміці, конструкторам вдалося знизити витрату палива на 8-10% в порівнянні з попередніми моделями компанії.
Модельний ряд включає сідлові тягачі з колісною формулою 4х2, 6х2 і 6х4, які можуть працювати в складі автопоїздів повною масою до 40 тонн, а також шасі з колісною формулою 6х2, 6х4, 8х2 і 8х4 повною масою 25-31 тонна. Як силовий агрегат використовуються 6-циліндрові дизельні двигуни Xichai CA6 робочим об'ємом 7.1 літра або Weichai WP10 і WP12 робочим об'ємом 9.7 і 11.6 л, відповідно. Потужність - 220-460 к.с. Є версії, що працюють на природному газі. Коробка передач - механічна, 12-ступінчаста.
У 2013 році, компанія показала полегшений варіант V3HT (HT позначає High Speed Truck). Зниження ваги вдалося досягти за рахунок заміни ряду сталевих деталей на алюмінієві. Ця модель доступна тільки в варіанті сідлового тягача з колісною формулою 6х2 або 6х4.
У 2014 році компанія показала модель Beifang Benchi V3M, яка є спрощеною і дешевшою альтернативою базової моделі V3. Основна візуальна відмінність - це інша кабіна. Її дизайн постаралися максимально наблизити до V3, але є відмінності. V3M легко відрізнити по переднім фарам прямокутної форми, які дуже нагадують Mercedes-Benz Actros MP3. Він доступний у вигляді сідлового тягача з колісною формулою 6х2 і 6х4, або шасі з колісною формулою 8х4.
У 2016 році розпочато випуск ще однієї модифікації - V3ET (ET позначає Efficient Truck). Його оснастили 13-літровим дизельним двигуном Weichai WP13 потужністю 480-530 к.с. Інші варіанти силових агрегатів - Weichai WP12 потужністю 430-460 к.с. і Fukuda Cummins ISGe5 потужністю 430-460 к.с. Коробка передач - 12-ступінчаста, механічна або автоматизована. Паливний бак об'ємом 700 літрів забезпечує більш тривалий пробіг без дозаправки. Доступний тільки в варіанті сідельного тягача з колісною формулою 6х4.